# Valérie Lemercier chante
Valérie Lemercier chante – debiutancki album francuskiej aktorki Valérie Lemercier wydany w 1996 roku.

## Lista Utworów
- "Quand je l'ai vu"
- "Goute mes frites"
- "Dormir dans ton lit"
- "Taisons-nous"
- "95C"
- "Bungalow"
- "Mon oreille pleure"
- "Monsieur L'Ambassadeur"
- "Paris Secret"
- "Le cheval en savon"

## Single
- "Goute mes frites"
- "95C"